# رنه کرو
رنه کرو (فرانسوی: René Queyroux‎; ۲۲ دسامبر ۱۹۲۷ – ۱۰ اوت ۲۰۰۲) شمشیرباز اهل فرانسه بود.
وی در مسابقات کشوری و بین‌المللی در مجموع برندهٔ ۱ مدال برنز شده‌است.